# Habitatge al carrer Sant Francesc, 10 (Vic)
Habitatge al carrer Sant Francesc, 10 és una casa amb elements eclèctics de Vic (Osona) inclosa a l'Inventari del Patrimoni Arquitectònic de Catalunya.

## Descripció
Edifici civil. Casa entre mitgeres que consta de planta baixa i dos pisos. A la planta hi ha dos portals, un que condueix al garatge i l'altre a l'escala, ambdós amb decoracions de ferro. Els pisos tenen obertures simètriques, balcó i finestra, però la mida disminueix amb l'alçada. Els ampits de les finestres tenen unes motllures de les mateixes característiques que les llosanes dels balcons. El ràfec té un voladís escàs i està protegit per una mena de motllura.
Els marxapeus de les portes són de pedra picada i la resta d'elements, malgrat ser d'aquest material, estan recoberts d'altres materials que impedeixen veure'n el material. L'estat de conservació és bo.

## Història
L'edifici segurament és anterior al segle xviii, però com indica la dada constructiva, 1923, fou reformat a principis de segle per un contractista d'obra que va fer diverses obres per aquesta zona, Josep Cumeras.
Està situat a l'antic raval de Sant Francesc que comunicava la ciutat amb el camí de Barcelona i que el segle xiii Jaume I va manar variar l'itinerari per fer-lo passar pel c/ Sant Pere.
L'extrem del carrer fou clausura del morbo al segle xvi i al XVII fou baluard defensiu. Al segle xix es construí l'església del Roser. L'any 1863 hi hagué un gran aiguat a la ciutat que devastà molts edificis d'aquest carrer.
A mitjans del segle xx, amb la construcció d'un nou pont damunt el Meder, aquesta zona prengué un nou impuls i començà a créixer.